# 宝光院 (大垣市)
宝光院（ほうこういん）は岐阜県大垣市にある天台宗の寺院。山号は仏道山。本尊は釈迦如来。ひだりめ不動とも。伝教大師の開基と伝えられる。関ケ原の戦いに際して桃を徳川家康に献上した由緒から、桃寺の別称がある。
毎年2月3日に行われる節分の裸祭り「節分会はだか祭り」で有名。

## 札所
- 東海白寿三十三観音霊場 ― 19番

## 文化財
岐阜県指定重要文化財
- 絹本着色両界曼荼羅[1]

大垣市指定重要文化財
- 孔雀文磬[1]

大垣市指定史跡
- 御朱印地宝光院[1]

## 所在地
- 住所：〒503-0985 岐阜県大垣市野口1-39-1

## 交通アクセス
- 養老鉄道養老線友江駅より徒歩15分